# Église Saint-Antoine-de-Padoue de Cerov Dolac
Pour les articles homonymes, voir Église Saint-Antoine-de-Padoue.
L'église Saint-Antoine-de-Padoue est située en Bosnie-Herzégovine, dans le hameau de Cervov Dolac, sur le territoire du village de Donji Mamići et dans la municipalité de Grude.

## Architecture

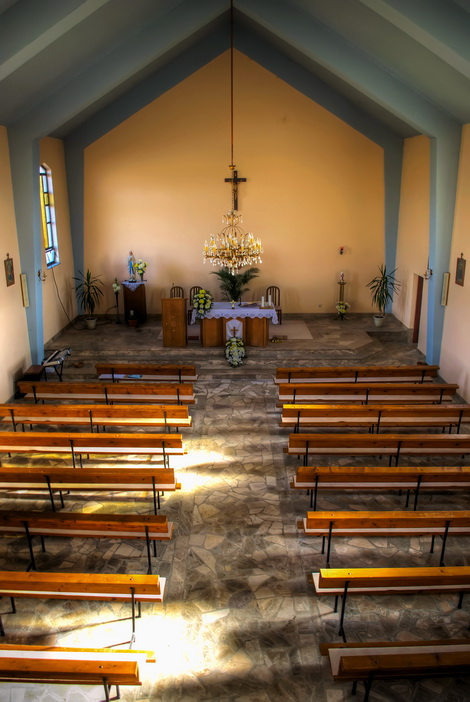
L'intérieur de l'église